# Jean-Baptiste Djebbari
Jean-Baptiste Djebbari (Melun, 26 de febrero de 1982) es un alto funcionario y político  francés. Desde el 3 de septiembre de 2019 es el ministro de Transporte. Miembro de La República en Marcha, es miembro de la segunda circunscripción de la Alta Viena desde 2017. En la Asamblea Nacional, es miembro de la Commission du Développement durable et de l'Aménagement du territoire, dentro de la cual ejerce el cargo hasta 2019 como coordinador para el grupo LREM.
Jean-Baptiste Djebbari se graduó de ENAC.